# イルジン

単離されたイルジン類の構造式

イルジン（illudin）類は、一部のキノコによって生産される抗腫瘍、抗菌活性を持つセスキテルペン類である。単離された形で、イルジン類は骨髄性白血病やその他のがん細胞に対して選択的毒性を示す。アメリカ合衆国原産の毒キノコである Omphalotus illudens から単離・命名された。
1963年、日本の中西香爾らによりツキヨタケから発見された際には当時の学名であるLampteromyces japonicusにちなみランプテロール（Lampterol）と命名されたが、後の研究 により、イルジンと同一物質であることが明らかにされた。日本では一時ルナマイシン（Lunamycine）の名も用いられた。
イルジンは毒性が高く、天然型では治療的価値はほとんどない。イルジンはO. olearius、O. illudens、O. nidiformis、ツキヨタケ（O. japonicus）のような様々なツキヨタケ属（Omphalotus）の種によって引き起こされる食中毒の原因であると考えられている。
細胞内では、イルジンはDNAと反応し化学的に変化し、ゆえに転写過程を妨げる未知の種類のDNA損傷を作る。この妨害はDNA修復機構のヌクレオチド除去修復によってのみ解消することができる。非転写DNA領域における損傷は無視される。この性質はMGI Pharma社によって抗がん剤として使うためにイロフルベンと呼ばれるイルジン誘導体の開発に利用された。